# إهداء الهدية
إهداء الهدية أو إعطاء العطية هو أخذ هدية وإهداؤها إلى شخص آخر، بشكل هديةٍ جديدة أحيانا.
في الولايات المتحدة، «يوم إهداء الهدية الوطني» هو 18 من سبتمبر. وفي كندا، سَوّق eBay «أسبوع إهداء الهدية الوطني» ليكون 26-30 من ديسمبر (لكون 26 ديسمبر إجازةً اسمها يوم الصناديق وقد ارتبطت بإهداء الهدايا).
يختلف إهداء الهدية عن الإهداء العادي في أن الهدايا لم يُحصل عليها لغرض الإهداء. في العادة، المنتجات التي وصلت مهداةً تهدى إلى الآلآخرين بغير علمهم أنها كانت في الأصل هديةً للمهدي. يكون الدافع لهذا عادةً الطيبة لكن الأمر يتضمن إهداء الأشياء التي لا حاجة إليها.
يختلف إهداء الهدية عن إعادة التدوير في أن الأخير مرتبط عادةً بتفكيك المكونات وتركيبها لتُكَوِّن منتجات جديدة.

## أصل المصطلح
أصبح المصطلح منتشراً من خلال حلقة ظهرت على هيئة الإذاعة الوطنية ببرنامج ساينفيلد كوميديا الموقف(The Label Maker)، رغم أن هذه العادة كانت موجود قبل هذه التاريخ فعلياً.

## حسب التقاليد

### عيد الميلاد
تبادل الهدايا يعتبر من الجوانب الرئيسية للاحتفال بعيد الميلاد حديثًا، وهو ما يجعل موسم عيد الميلاد أكثر مواسم السنة ربحًا بالنسبة لمتاجر التجزئة والشركات حول العالم؛ كان تبادل الهدايا شائعًا في بعض مناطق الإمبراطورية الرومانية أواخر ديسمبر كجزء من طقوس دينية، ولذلك فقد حظرت الكنيسة الكاثوليكية تبادل الهدايا في القرون الأولى والقرون الوسطى بسبب أصولها الوثنية، ثم عادت وانتشرت العادة بين المسيحيين بداعي الارتباط بالقديس نقولا أو نيكولا، أما سبب ارتباطها به فيعود لكونه كان يوزع على العائلات الفقيرة في إقليم مبرا في آسيا الصغرى الهدايا والطعام واللباس تزامنًا مع العيد دون أن تعرف العائلات من هو الفاعل، أما الصورة الحديثة له أي الرجل ذو الثياب الحمراء واللحية الطويلة القادم على عربات تجرها غزلان والداخل للمنازل عن طريق المدفأة فتعود لعام 1823 حين كتب الشاعر الأمريكي كلارك موريس قصيدة «الليلة التي قبل عيد الميلاد» يصف بها هذه الشخصية التي تعتمد أبعاد تجارية بحتة؛ غالبًا ما يقوم الأطفال بكتابة رسائل إلى سانتا ويضعونها في جراب الميلاد أو بقرب الشجرة قبل العيد، ويستيقظون صباح العيد لفتحها، من العادات المنتشرة أيضًا أن يقوم جميع أفراد الأسرة بتبادل الهدايا بين بعضهم البعض وإن كانت رمزيّة. أيضًا فإن بعض الكتاب حديثًا فسر تبادل الهدايا على أنها ذات صلة بالهدايا التي قدمها المجوس الثلاثة عند زيارتهم بيت لحم، على ما ورد في إنجيل متى.